# إد فريمان
إد فريمان (بالإنجليزية: Ed Freeman) هو عسكري أمريكي، ولد في 20 نوفمبر 1927 في Neely, Mississippi ‏ في الولايات المتحدة، وتوفي في 20 أغسطس 2008 في بويسي في الولايات المتحدة بسبب مرض باركنسون.